# Nemognatha fuscicauda
Nemognatha fuscicauda es una especie de coleóptero de la familia Meloidae.

## Distribución geográfica
Se encuentra África.